# Diana (album Diany Ross)
Diana – album solowy amerykańskiej piosenkarki Diany Ross.

## Opis płyty
Album został wydany wiosną 1980 roku. Wydawnictwo powstawało przez kilka miesięcy w studiu nagraniowym The Power Station w Nowym Jorku. Przygotowując materiał na kolejną płytę Diana Ross zaprosiła do współpracy Nila Rodgersa i Bernarda Edwardsa z popularnej wówczas formacji dyskotekowej The Chic (nagrali między innymi przeboje: „Le Freak” oraz „I Want Your Love”). Rodgers i Edwards skomponowali, zaaranżowali i wyprodukowali całość materiału. Po usłyszeniu gotowej wersji szefostwo Motown Records (wytwórni z którą Ross była wówczas związana kontraktem) uznało, iż album należy dodatkowo zremiksować, tak aby brzmiał bardziej przystępnie dla masowej publiczności. Obawiano się, że jazzowe i funkowe aranżacje poszczególnych piosenek mogą zniechęcić dotychczasowych fanów artystki przyzwyczajonych do jej raczej soulowego i popowego repertuaru. Płyta została zremiksowana przez Russa Terrana, który współpracował z Dianą Ross już za czasów jej występów w zespole The Supremes. Wczesną wiosną 1980 roku ukazał się pierwszy singel z płyty „Upside Down”. Singel utrzymany w konwencji disco zdołał dotrzeć na sam szczyt amerykańskiej listy przebojów, pozostając na tej pozycji przez ponad miesiąc. W Anglii piosenka cieszyła się równie wielką popularnością docierając do miejsca drugiego. Singel zyskał w Stanach status złotego krążka, a na całym świecie sprzedano go w ponad dwóch milionach egzemplarzy. Drugi singel, „I'm Coming Out” przez kilka tygodni z rzędu zajmował pozycję piątą na liście Billboardu. Trzeci singel „My Old Piano” stał się hitem w Wielkiej Brytanii (docierając do pozycji trzeciej), ale nie powtórzył sukcesu poprzednich piosenek w Stanach Zjednoczonych. Ostatni singel z krążka zatytułowany „Tenderness” zdołał jedynie dotrzeć do miejsca 73 w Wielkiej Brytanii. Album „Diana” okazał się być największym komercyjnym sukcesem w dotychczasowej karierze Diany Ross. Krążek dotarł do pozycji drugiej na amerykańskiej liście bestsellerów (a także do pozycji pierwszej na liście najlepiej sprzedających się krążków R&B, na której zdołał utrzymać się przez dwa miesiące). Płyta okazała się być także bestsellerem w Anglii. Na całym świecie album rozszedł się w ponad sześciu milionach egzemplarzy, stając się jednym z najpopularniejszych krążków 1980 roku. Album ukazał się ponownie w 2003 roku jako dwupłytowe wydawnictwo, zawierające oprócz wcześniej opublikowanej wersji krążka, oryginalną wersję wyprodukowaną przez Nila Rodgersa i Bernarda Edwardsa, a także kilkanaście wcześniej nieopublikowanych dyskotekowych nagrań Diany Ross z okresu 1977–79. Zremasterowana reedycja albumu spotkała się z pozytywnym przyjęciem ze strony krytyki, czego wyrazem było umieszczenie jej na liście najlepszych reedycji 2003 roku magazynu „Q”.

## Lista utworów
| 1. | "Upside Down"          | 4:05  |
|    |                        |       |
| 2. | "Tenderness"           | 3:52  |
|    |                        |       |
| 3. | "Friend To Friend"     | 3:19  |
|    |                        |       |
| 4. | "I'm Coming Out"       | 5:25  |
|    |                        |       |
| 5. | "Have Fun (again)"     | 5:57  |
|    |                        |       |
| 6. | "My Old Piano"         | 3:55  |
|    |                        |       |
| 7. | "Now That You're Gone" | 3:59  |
|    |                        |       |
| 8. | "Give Up"              | 3:45  |
|    |                        |       |
|    |                        | 34:17 |
|    |                        |       |
Zremasterowana wersja albumu z 2003 roku zawierała następujące utwory:
Disc 1:
| 1.  | Upside Down                            | 4:05    |
|     |                                        |         |
| 2.  | Tenderness                             | 3:52    |
|     |                                        |         |
| 3.  | Friend To Friend                       | 3:19    |
|     |                                        |         |
| 4.  | I'm Coming Out                         | 5:24    |
|     |                                        |         |
| 5.  | Have Fun (again)                       | 5:57    |
|     |                                        |         |
| 6.  | My Old Piano                           | 3:55    |
|     |                                        |         |
| 7.  | Now That You're Gone                   | 3:59    |
|     |                                        |         |
| 8.  | Give Up                                | 3:45    |
|     |                                        |         |
| 9.  | Upside Down (wersja The Chic)          | 4:17    |
|     |                                        |         |
| 10. | Tenderness (wersja The Chic)           | 5:10    |
|     |                                        |         |
| 11. | Friend To Friend (wersja The Chic)     | 3:20    |
|     |                                        |         |
| 12. | I'm Coming Out (wersja The Chic)       | 6:01    |
|     |                                        |         |
| 13. | Have Fun (again) (wersja The Chic)     | 7:09    |
|     |                                        |         |
| 14. | My Old Piano (wersja The Chic)         | 4:52    |
|     |                                        |         |
| 15. | Now That You're Gone (wersja The Chic) | 3:40    |
|     |                                        |         |
| 16. | Give Up (wersja The Chic)              | 3:59    |
|     |                                        |         |
|     |                                        | 1:12:44 |
|     |                                        |         |
Disc 2:
| 1.  | Love Hangover (extended alternate mix)                  | 10:25   |
|     |                                                         |         |
| 2.  | Your Love Is So Good For Me (12-inch mix)               | 6:36    |
|     |                                                         |         |
| 3.  | Top Of The World                                        | 3:09    |
|     |                                                         |         |
| 4.  | Lovin', Livin' And Givin' (LP "Ross" mix)               | 5:12    |
|     |                                                         |         |
| 5.  | What You Gave Me (12-inch mix)                          | 6:08    |
|     |                                                         |         |
| 6.  | You Were The One                                        | 4:04    |
|     |                                                         |         |
| 7.  | Diana Ross & The Supremes Medley Of Hits (12-inch mix)  | 9:59    |
|     |                                                         |         |
| 8.  | No One Gets The Prize/The Boss (12-inch re-edit)        | 9:41    |
|     |                                                         |         |
| 9.  | I Ain't Been Licked (12-inch mix)                       | 5:18    |
|     |                                                         |         |
| 10. | Fire Don't Burn                                         | 3:26    |
|     |                                                         |         |
| 11. | We Can Never Light That Old Flame Again (alternate mix) | 4:38    |
|     |                                                         |         |
| 12. | You Build Me Up To Tear Me Down                         | 5:42    |
|     |                                                         |         |
| 13. | Sweet Summertime Livin                                  | 4:25    |
|     |                                                         |         |
|     |                                                         | 1:18:43 |
|     |                                                         |         |

## Dodatkowe informacje
Albumowi towarzyszyła okładka, na której znalazło się jedno z najbardziej znanych zdjęć Diany Ross, zrobione przez słynnego fotografa Francesco Scavullo. Czarno-białe zdjęcie przedstawiało Dianę Ross w mokrym podkoszulku i obcisłych dżinsach.